# 3. armáda (mobilizace 1938)
3. armáda byla polní armáda která měla v době mobilizace v roce 1938 za úkol bránit jižní hranici Slovenska od soutoku Moravy a Dunaje po hranice s Rumunskem. Celková délka hlavního obranného postavení (HOP) činila 567 km.
Velitelství 3. armády vzniklo 27. září 1938 v 00:00 z dosavadního Zemského vojenského velitelství Bratislava..
Velitelem 3. armády byl armádní generál Josef Votruba, který disponoval celkem 7 divizemi (2 pěší divize, 4 hraniční oblasti v síle pěší divize, 1 rychlá divize)
Stanoviště velitele se nacházelo v Kremnici

## Úkoly 3. armády
Úkolem 3. armády bylo udržení hlavního obranného postavení proti útokům maďarské armády a zajištění spojení s tehdy spojeneckým Rumunskem. Západní část HOP, krytá tokem Dunaje nebyla považována za zásadně ohroženou. Jako nejnebezpečnější se jevil úsek Hraniční oblasti 40, kryjící možné útočné směry na Nitru a Levice. Do tohoto úseku byly proto soustředěny záložní jednotky 3. armády (10. divize, 11. divize i značně zredukovaná 3. rychlá divize).
Proti případnému nepřátelskému útoku na západním křídle 3. armády mohly být eventuálně nasazeny jednotky VIII. sboru ze zálohy hlavního velitelství, které byly soustředěny v prostoru Uherské Hradiště - Trenčín.
Severní hranice Slovenska nebyla jednotkami 3. armády obsazena. Obranu proti případné aktivitě polských jednotek měly zabezpečit 22. divize, soustředěná v okolí Žiliny a 16. divize v oblast Ružomberku. Obě divize patřily opět do zálohy hlavního velitelství.

## Podřízené jednotky

### Vyšší jednotky[1]
- VII. sbor
- Hraniční pásmo XV
- Hraniční pásmo XVI
- 10. divize
- 11. divize
- 3. rychlá divize

### Ostatní jednotky
- dělostřelecký pluk 54 (2. oddíly)
- dělostřelecký pluk 109 (velitelství a II. oddíl)
- oddíl hrubých minometů III
- dělostřelecký zpravodajský oddíl 4
- ženijní rota 48 a 61
- telegrafní prapor 73
- telegrafní rota 111, 112
- stavební telegrafní rota 93

### Letectvo III. armády
Velitelství III. armády podléhaly i jednotky letectva, v jejichž čele stál plukovník letectva Jaroslav Skála.
Jednotky přidělené pozemním formacím
- III. armáda (velitelství):
  - 64. letka (zvědná) - Aero A-100
  - 104. letka (kurýrní) - Zlín Z-XII[4]
- VII. sbor: 10. letka (pozorovací) - Letov Š-328
- HP XV: 16. letka (pozorovací) - Letov Š-328
- HP XVI: 13. letka (pozorovací) - Letov Š-328

Bojové letectvo
- Peruť III/3 (stíhací) 
  - 37. letka - Avia B-534
  - 38. letka - Avia B-534
  - 39. letka - Avia B-534